# (2113) Ehrdni
(2113) Ehrdni (1972 RJ2; 1958 AA; 1976 UQ2) ist ein Asteroid des inneren Hauptgürtels, der zur Vesta-Familie gehört und am 11. September 1972 von Nikolai Stepanowitsch Tschernych am Krim-Observatorium entdeckt wurde.

## Benennung
Der Asteroid wurde nach Ehrdni Teldzhievich Delikov (1922–1942), einem Held der Kalmückischen Autonomen Sozialistischen Sowjetrepublik benannt, der im Deutsch-Sowjetischen Krieg getötet wurde.